# Meridiano 176 oeste
El meridiano 176 oeste de Greenwich es una línea de longitud que se extiende desde el Polo Norte atravesando el océano Ártico, Asia, el océano Pacífico, el océano Antártico y la Antártida hasta el Polo Sur.
El meridiano 176 oeste forma un gran círculo con el meridiano 4 este.
Comenzando en el Polo Norte y dirigiéndose hacia el Polo Sur, el meridiano 176 oeste pasa a través de:
| Coordenadas                         | País, territorio o mar | Notas |
| ----------------------------------- | ---------------------- | --- |
| 90°0′N 176°0′O / 90.000, -176.000   | Océano Ártico          | |
| 71°44′N 176°0′O / 71.733, -176.000  | Mar de Chukotka        | Pasa justo al oeste de la Isla Herald, Rusia |
| 67°51′N 176°0′O / 67.850, -176.000  | Rusia                  | Península de Chukchi |
| 65°23′N 176°0′O / 65.383, -176.000  | Mar de Bering          | |
| 52°4′N 176°0′O / 52.067, -176.000   | Estados Unidos         | Alaska - Great Sitkin Island, Umak Island y Little Isla Tanaga |
| 51°48′N 176°0′O / 51.800, -176.000  | Océano Pacífico        | Pasa justo al este de Wallis Island, Wallis y Futuna Pasa justo al oeste de la isla Niuafo'ou, Tonga Pasa justo al este de la isla 'Ata, Tonga Pasa justo al este de la Isla Chatham, Nueva Zelanda |
| 44°13′S 176°0′O / -44.217, -176.000 | Nueva Zelanda          | Islas Star Keys/Motuhope |
| 44°14′S 176°0′O / -44.233, -176.000 | Océano Pacífico        | Pasa justo al este de Pitt Island, Nueva Zelanda |
| 60°0′S 176°0′O / -60.000, -176.000  | Océano Antártico       | |
| 78°24′S 176°0′O / -78.400, -176.000 | Antártida              | Dependencia Ross, reclamada por Nueva Zelanda |